# Dzioborożec białoczuby
Dzioborożec białoczuby (Horizocerus albocristatus) – gatunek dużego ptaka z rodziny dzioborożców (Bucerotidae), występujący w Afryce Subsaharyjskiej. Nie jest zagrożony wyginięciem.

## Systematyka
Gatunek ten jako pierwszy naukowo opisał John Cassin, nadając mu nazwę Buceros albo-cristatus. Opis ukazał się w 1848 roku na łamach „Proceedings of the Academy of Natural Sciences of Philadelphia”. Jako miejsce typowe autor wskazał Afrykę Zachodnią; holotyp został odłowiony nad rzeką Saint Paul (Liberia). Obecnie gatunek umieszczany jest w rodzaju Horizocerus. IOC wyróżnia trzy podgatunki:
- H. a. albocristatus (Cassin, 1848) – dzioborożec białoczuby
- H. a. macrourus (Bonaparte, 1850)
- H. a. cassini (Finsch, 1903) – dzioborożec czarnolicy

Na liście ptaków świata opracowywanej przez BirdLife International i autorów Handbook of the Birds of the World dzioborożec czarnolicy (H. a. cassini) jest podnoszony do rangi gatunku. Lista ta jest wykorzystywana przez IUCN.

## Występowanie i biotop
Dzioborożec białoczuby występuje w Afryce Zachodniej i Środkowej, od Gwinei i Sierra Leone po Demokratyczną Republikę Konga i zachodnią Ugandę. Zasiedla tereny leśne.
Poszczególne podgatunki zamieszkują:
- H. a. albocristatus – Gwinea do Wybrzeża Kości Słoniowej
- H. a. macrourus – Wybrzeże Kości Słoniowej do Beninu
- H. a. cassini – Nigeria do północnej Angoli i zachodniej Ugandy

## Morfologia
Długość ciała około 75 cm. Upierzenie czarne z białym czubem. Dziób czarny z wyraźną naroślą u samców. Długie sterówki z białą końcówką. Wokół oka szara lub biała obwódka (w zależności od podgatunku).

## Ekologia i zachowanie

### Tryb życia
Dzioborożce białoczube często towarzyszą stadom małp, polując na wypłoszone przez zwierzęta ssaki. Odzywają się charakterystycznym głosem, przypominającym zawodzenie hien, który dla małp jest sygnałem ostrzegawczym o zbliżającym się niebezpieczeństwie.

### Pożywienie
Pokarm stanowią głównie bezkręgowce (modliszki, cykady), a także małe gryzonie i jaszczurki. Wyjadają także pisklęta z gniazd ptaków, a żerując na ziemi czasami zjadają owoce.

### Lęgi
Samica składa 2 białe jaja do gniazda w dziupli na wysokości 10–15 m nad ziemią. Wejście do dziupli samica zamurowuje swoimi odchodami, pozostawiając niewielki otwór, który wykorzystywany jest przez samca do karmienia jej w trakcie wysiadywania jaj.

## Status
Międzynarodowa Unia Ochrony Przyrody (IUCN) uznaje dzioborożca białoczubego za gatunek najmniejszej troski (LC – Least Concern). Liczebność populacji nie została oszacowana, ale ptak ten opisywany jest jako szeroko rozprzestrzeniony, lokalnie pospolity, ale rozmieszczony plamowo. Trend liczebności populacji uznawany jest za spadkowy z powodu utraty siedlisk. Od 2014 roku IUCN traktuje dzioborożca czarnolicego jako osobny gatunek (Horizocerus cassini); również zalicza go do kategorii LC, a trend liczebności jego populacji uznaje za spadkowy.